# Zacatillo, un lugar en tu corazón
 (срп. Закатиљо, место у твом срцу) мексичка је теленовела, продукцијске куће Телевиса, снимана 2010.

## Синопсис
Карла Абреу је млада и успешна певачица и глумица која се заситила своје каријере и жели да промени живот. Обавештава своју менаџерку Миријам да ће се по истеку актуелног уговора повући из јавног света. Миријам страхује да ће изгубити златни рудник, али и да ће Карла сазнати да је годинама поткрада.
Не желећи да престане да зарађује на Карлином имену, Миријам у договору са својим љубавником Фернандом одлучује да је убије након последњег концерта у селу званом Закатиљо. Тамо Карла упознаје Габријела, сеоског лекара и предузетника, али сазнаје да је он верен за Адријану.
Карла се враћа нормалном животу и Миријам јој предлаже да оде на пут да се одмори. Наређује Мелитону да је убије. Он и његова девојка Лаура гурају Карлу у море, али пре тога Лаура узима Карлин прстен. И сами упадају у воду и нападају их ајкуле. Власти проналазе Лаурину руку са Карлине прстеном и на иницијативу Миријам, Карла је проглашена мртвом.
Миријам и Фернандо желе да се обогате тако што ће издати компилацију Карлиних најлепших песама и снимити филм о њеном животу. Али Миријам ни не слути да је Карла жива. Она се враћа и сазнаје да је менаџерка планирала њено убиство. Преузима идентитет Саре Виљегас, како је нико не би препознао и одлучује да се пресели у Закатиљо.
Карла добија посао као Габријелова помоћница у сеоском диспанзеру, нико је не препознаје и сви је поштују као Сару Виљегас. Габријел осећа да га Сара привлачи, а она схвата да је у Габријелу пронашла човека својих снова.
Карла сазнаје да Миријам жели да сними филм о њеном животу управо у Закатиљу и страхује да не буде откривена…

## Глумачка постава

### Главне улоге
| Глумац:         | Улога:                    |
| --------------- | ------------------------- |
| Ингрид Мартс    | Карла Абреу Зарате / Сара |
| Хорхе Аравена   | Габријел Зарате           |
| Лаура Запата    | Миријам Солорсано         |
| Алехандро Ибара | Алехандро Сандовал        |

### Споредне улоге
| Глумац:                | Улога:                                  |
| ---------------------- | --------------------------------------- |
| Патрисија Навидад      | Зораида Думонт Зарате                   |
| Арат де ла Торе        | Каретино Каретас Хино Капућино          |
| Хосе Карлос Фемат      | Алан Ландета                            |
| Мигел Анхел Бијађо     | Фернандо Галвез                         |
| Арлет Теран            | Ортенсија Тенћа де Каретас              |
| Ектор Ортега           | Абундио Зарате                          |
| Маријана Кар           | Роса Ечеварија Перез Котапо             |
| Марија Алисија Делгадо | Алисија Лићита Лопез и Лопез            |
| Беатриз Морено         | Хосефа Пепита Лопез и Лопез де Ботурини |
| Данијела Торес         | Нора                                    |
| Исаура Еспиноза        | Белармина                               |
| Ракел Морељ            | Кармен                                  |
| Мануел Бенитез         | Дон Мануел                              |
| Лиз Вега               | Олга                                    |
| Шејла                  | Клеодомира                              |